# Tiszatenyő
Tiszatenyő község Jász-Nagykun-Szolnok vármegye Törökszentmiklósi járásában.

## Fekvése
Tiszatenyő Jász-Nagykun-Szolnok vármegyében, a Tiszától keletre, Törökszentmiklós közvetlen szomszédságában található.

### Megközelítése
Szolnokról kiindulva többféle módon is megközelíthető: közúton a 4-es főútról Törökszentmiklósnál letérve a 4629-es, vagy a 442-es útról Martfű központja előtt lekanyarodva ugyancsak a 4629-es úton, vasúton pedig a MÁV 120-as számú Szolnok–Békéscsaba–Lőkösháza-vasútvonalán és a 130-as számú Szolnok–Hódmezővásárhely–Makó-vasútvonalon is (a két vonal Szolnok vasútállomástól Tiszatenyő vasútállomásig közös). Vasúton 17, közúton 27-30 kilométerre van Szolnoktól.

## Története
A település környékén megtalálták mind a körösi, mind a hatvani kultúra nyomait, így a vidék már az ősidőktől kezdve bizonyítottan lakott.
A települést (ami akkor tulajdonképpen még csak egy uradalmi major volt cselédházakkal) és egy kolostort írásos források először csak 15. században említik meg. Később a területen egy szétszórt tanyákból álló település alakult ki.
Többek úgy gondolják, hogy ez a település nem azonos a maival, és nem tekinthető az elődjének sem, mert a mai település csak a 20. században, 1950. február 15-én vált önállóvá. Ekkor változott meg a település neve Pusztatenyőről Tiszatenyőre.

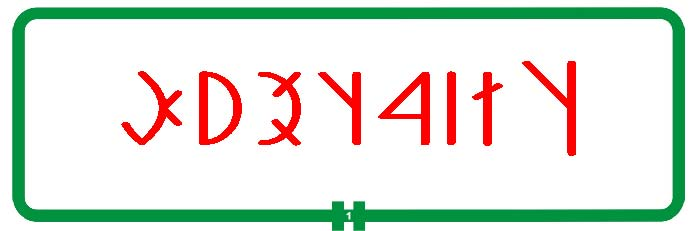
Tiszatenyő község neve székely-magyar rovással.

A vidék kétszer is elnéptelenedett: először a török hódoltság alatt, másodszor a Rákóczi-szabadságharc alatt. 1703-tól többször is kifosztották a települést a rácok. A terület csak 1720 után kezdett el újra benépesünlni.
A vidék hosszú ideig az Almássy család, majd a Léderer család birtoka volt.
A mai településen (aminek utcái, házai, telkei szabályos tervezésűek) a tornác nélküli lakóházak, apró melléképülettel és kis udvarral a régebben beépített porták jellemzői.

## Közélete

### Polgármesterei
- 1990–1994: Kovács Jánosné (független)[3]
- 1994–1998: Pinczi Imre (független)[4]
- 1998–2001: Pinczi Imre (független)[5]
- 2001–2002: Kazinczi István (Fidesz)[6][7]
- 2002–2006: Kazinczi István (Fidesz)[8]
- 2006–2010: Kazinczi István (Fidesz)[9]
- 2010–2014: Kazinczi István (Fidesz)[10]
- 2014–2019: Kazinczi István (Fidesz-KDNP)[11]
- 2019–2024: Mező József (független)[12]
- 2024– : Mező József (független)[1]

A településen 2001. szeptember 16-án időközi polgármester-választást tartottak, az előző polgármester lemondása miatt.
A település képviselő-testülete a 2010-es önkormányzati választások óta (a polgármesterrel együtt) 7 főből áll.

## Népesség
A település népességének változása:
| Lakosok száma | 1684 | 1668 | 1554 | 1439 | 1492 | 1500 | 1485 |
|               | 2013 | 2014 | 2015 | 2021 | 2022 | 2023 | 2024 |

2001-ben a település lakosságának közel 100%-a magyar nemzetiségűnek vallotta magát.
A 2011-es népszámlálás során a lakosok 77,9%-a magyarnak, 0,3% cigánynak, 0,4% németnek mondta magát (22,1% nem nyilatkozott; a kettős identitások miatt a végösszeg nagyobb lehet 100%-nál).
2022-ben a lakosság 89,7%-a vallotta magát magyarnak, 0,5% cigánynak, 0,3% németnek, 0,1-0,1% szlováknak, szerbnek és bolgárnak, 2,1% egyéb, nem hazai nemzetiségűnek (10,3% nem nyilatkozott; a kettős identitások miatt a végösszeg nagyobb lehet 100%-nál). 

### Vallás
A 2001-es népszámlálás adatai alapján a lakosság 31,8%-a római katolikus, 15,6%-a református, 0,4%-a evangélikus, 0,3%-a pedig görögkatolikus vallású. A lakosság 1,1%-a más egyházhoz, vagy felekezethez tartozik. 46,2% nem tartozik egyetlen egyházhoz, vagy felekezthez sem. 4,6% ismeretlen, vagy nem válaszolt.
2011-ben a vallási megoszlás a következő volt: római katolikus 16,8%, református 5,9%, felekezeten kívüli 46,6% (30,2% nem nyilatkozott).
2022-ben vallása szerint 12,3% volt római katolikus, 5,9% református, 0,3% evangélikus, 0,2% görög katolikus, 0,3% egyéb keresztény, 1,7% egyéb katolikus, 37,5% felekezeten kívüli (41,9% nem válaszolt).

## Gazdasága

### Mezőgazdaság
Tiszatenyő lakóinak a kezdetektől kezdve javarészt a mezőgazdaság jelenti a megélhetési forrást.
A település egykor önálló termelőszövetkezetét összevonták a törökszentmiklósi Béke termelőszövetkezettel, de 2001-ben az akkor már a földtulajdonosok szakszervezeteként működő társulást is felszámolták.
Manapság a helybeliek őstermelőként és magánvállalkozóként művelik földjeiket.
A legjellemzőbb a kalászos gabona és olajnövények termesztése.

### Ipar
A négy nagyobb település közelsége megnehezítette az ipar elterjedését Tiszatenyőn, hosszú ideig csak az uradalmak és a majorságok mesteremberei végeztek ilyen jellegű munkákat.

## Nevezetességei
- Faluház
- Szent István szobra
- kopjafa